# Картечница Норденфельда
Картечница Норденфельта (Nordenfelt gun) — митральеза (картечница или орудие органного типа (рибадекин)), разработанная в 1870-х годах, как конкурент картечнице Гатлинга. Использовалась многими флотами в конце XIX века для защиты от торпедных катеров. Для стрельбы необходимо было потянуть рычаг назад и вперед, а патроны подавались самотеком к каждому стволу. Он выпускался в различных размерах от винтовочного до 25 мм. Использовались также большие калибры. С технической точки зрения, машина не является пулеметом, потому что перезарядка производится вручную, а не автоматически.

## История
Оружие было разработано шведским инженером, Хельге Палмкрантцем. Он создал механизм заряжания и стрельбы из нескольких стволов простым движением рычага вперед и назад. Он был запатентован в 1873 году.
Производство оружия финансировалось шведским производителем стали и банкиром (позже производителем оружия) Торстеном Норденфельтом, который работал в Лондоне. Название оружия было изменено на пулемет Норденфельта. Завод производивший оружие был расположен в Англии, с торговыми офисами в Лондоне проводившими демонстрации качеств которые проходили на нескольких выставках. Оружие было адаптировано Королевскими ВМС, в дополнение к пулемётам Гатлинга и Гарднера.
Оружие было не более технологичным, чем его конкуренты (например, пулемет Гатлинга или Гарднера), но оно было прочным и очень надежным. Во время демонстрации в Портсмуте десятиствольнaя версия пулемета стрелялa патронами винтовочного калибра, всего было сделано 3000 выстрелов за 3 минуты и 3 секунды без остановок или сбоев.
В 1885 году Артиллерийский комитет Российской Империи утвердил программу испытаний «скорострельных пушек» ружейного и артиллерийского калибра — от 4,2 линии до 1,65 дюйма. Участвовала и 5-ствольная картечница Норденфельда, выполненная под 4,2-линейный патрон к «берданке». Для испытаний была выбрана 5-ствольная модификация. Отчет об испытаниях картечниц Норденфельда в 1886—1887 гг. высказывался положительно: «Картечница Норденфельда в настоящем её виде вполне удовлетворяет требованиям прочности и простоты механизма, а также безостановочности и безотказности стрельбы. Обращение с орудием вполне удобно и не требует особо подготовленных людей».
Однако, созданный в 1883 году пулемет  Максима по своим боевым характеристикам значительно превосходил это оружие. Норденфельт в 1888 году объединился с компанией Maxim Gun, образовав Maxim Nordenfelt Guns and Ammunition Company Limited.
По крайней мере один пулемет Норденфельта был использован в 1966 в фильме «Хартум», его можно увидеть в сцене ведения огня из речной лодки.

## Видео
- Nordenfelt 2-barrel Anti-Torpedo-Boat gun на YouTube Animation of a 2-barrel Nordenfelt 1 inch anti-torpedo boat gun, circa 1885
- A development animation of the four barrelled Nordenfelt 1" machine gun of 1883. на YouTube